# Mamoiada

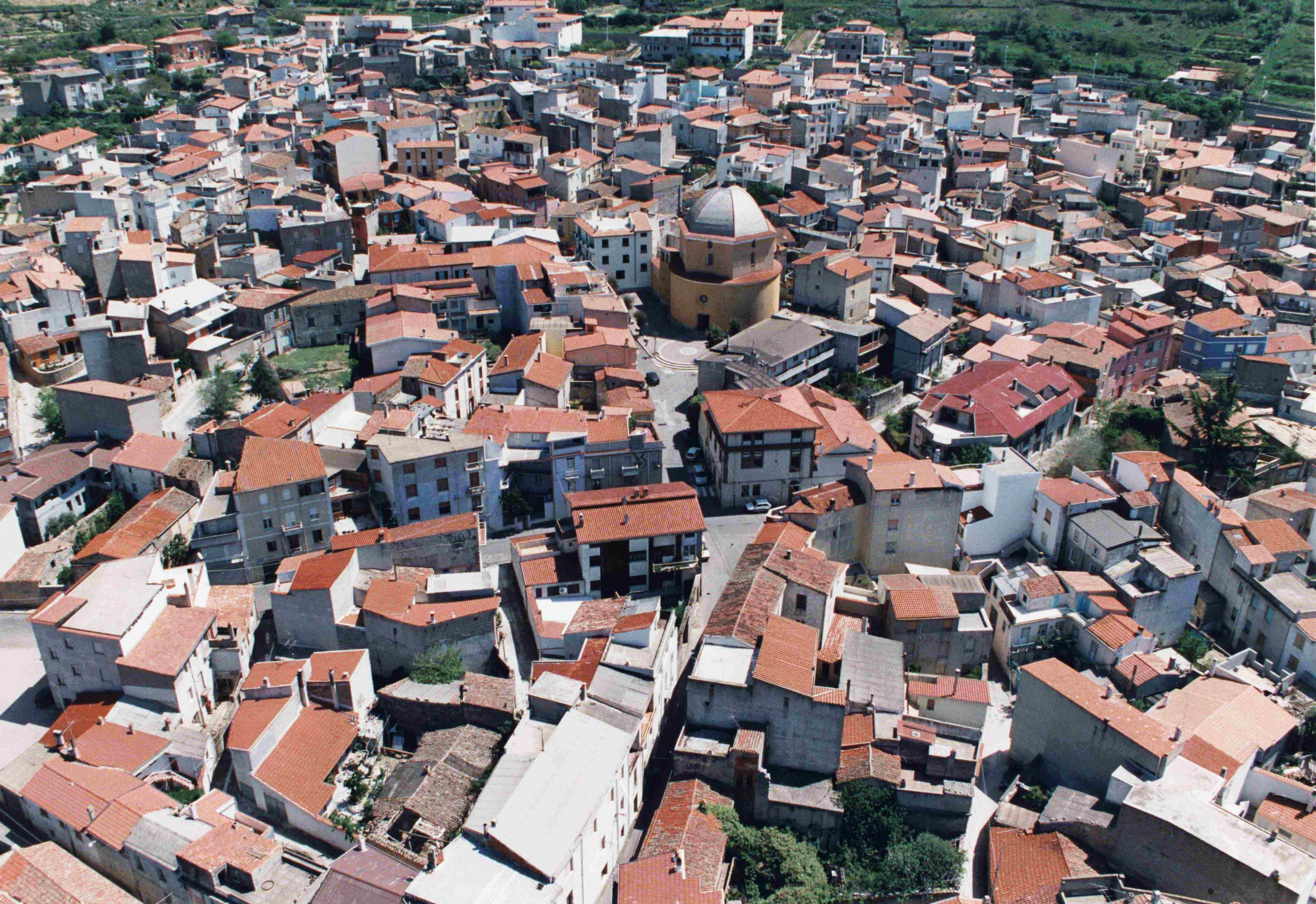

Mamoiada ist ein Ort in der Provinz Nuoro in der italienischen Region Sardinien mit 2389 Einwohnern (Stand 31. Dezember 2023).
Mamoiada liegt 18 km südlich von Nuoro.
Die Nachbargemeinden sind Fonni, Gavoi, Nuoro, Ollolai, Orani, Orgosolo und Sarule.
Sa Perda Pinta ist ein Menhir der unweit der Via Nuoro, nordwestlich von Mamoiada steht. Sa ’e Mazzozzo und die Stele di Garaunele sind weitere der insgesamt seltenen Vorzeitrelikten mit Cup-and-Ring-Markierungen auf der Insel im Dorfbereich.
Die Ortschaft ist wegen ihrer traditionellen, urtümlichen Karnevalsmasken bekannt, die von den sogenannten "Mamuthones" Und "Issohadores" getragen werden und bei Touristen beliebt sind.

## Einzelnachweise

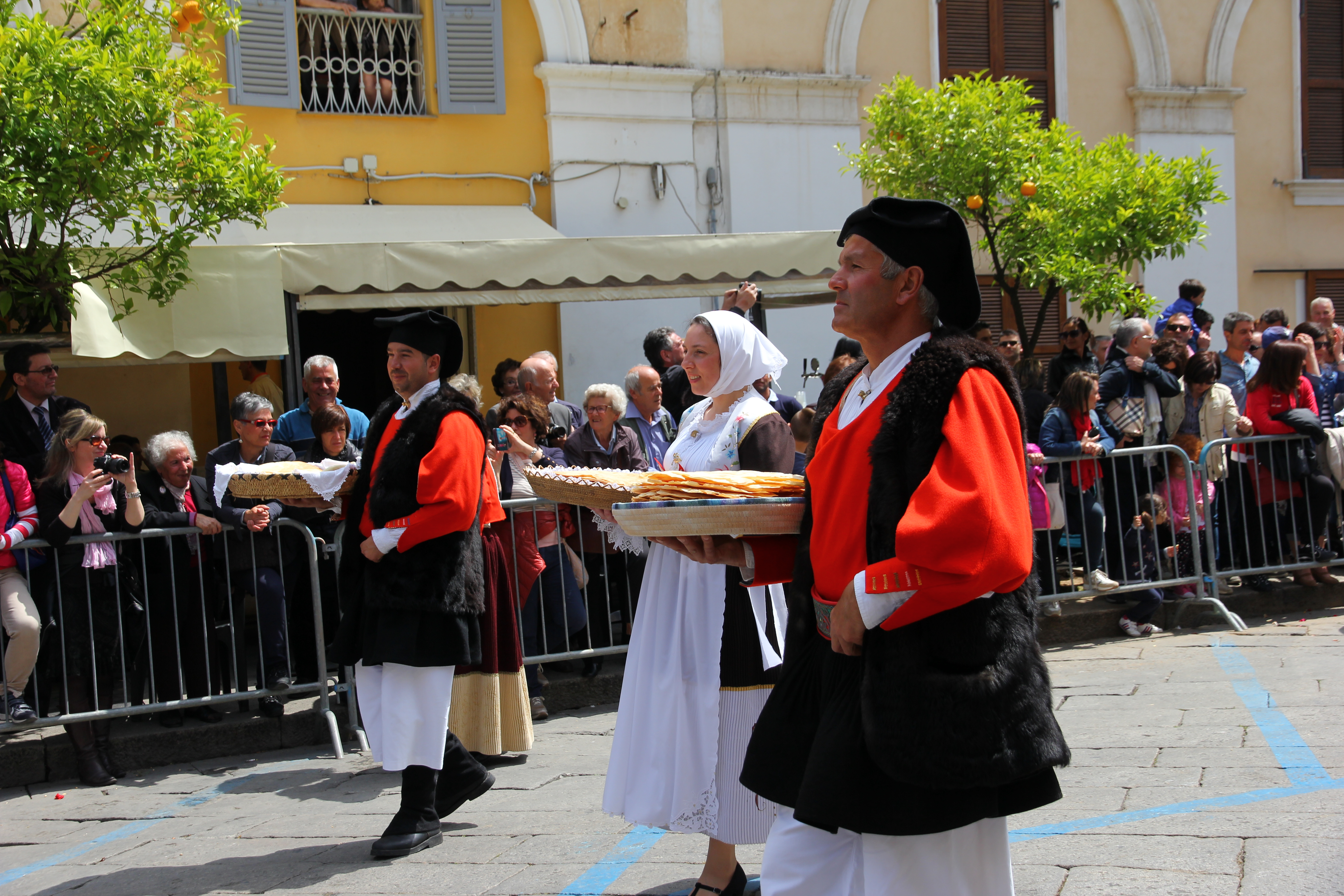
Traditionelle Tracht